# 南部信政
南部 信政（なんぶ のぶまさ）は、南北朝時代の武将。南部政長の子とされる。根城南部氏6代当主。

## 生涯
建武2年（1335年）12月、北畠顕家の上洛時に伯父・師行の代理として従い、諸所の戦で功を立てる。興国6年（1345年）3月27日、北畠顕信に推挙され右近蔵人となり、吉野朝廷に上がって達智門女院に仕える。
信政は家督相続前に死去したとされているため、家督は政長から信政の子・信光へと継承されている。また信政については歴史資料としての信憑性に欠けているが、『東北太平記』によれば、信政は正平3年（1348年）1月5日、四條畷の戦いで高師直軍と戦い、討死したとしている。
大正4年（1915年）、従四位を追贈された。

## 捨てきれない南部信政と南部為重の同一人物性
『寛政重修諸家譜』などの系譜類では、三戸南部氏系の南部為重の事蹟として、興国6年（1345年）3月26日に北畠顕信から顕彰された鹿角での戦功が記載されている。一方、根城南部氏を研究した『八戸根城と南部家文書』（小井田幸哉、1989年）は、古文書原文に「南部左近将監」とあるので、先の戦功は信政のものとし、顕彰された左近将監は三戸南部氏にはいないと主張しているが、山梨県南部町の諏訪明神社所蔵の甲斐南部氏系図には、南部義重の後に、南部為重（甲斐守）の名が見える。
南部政長の子とされながらも八戸の家督を相続できなかった信政は、信光や政光の父、且つ師行の養子ともされ、前述されている事績や官名が南部為重（仲行）と重複しているが、別人の可能性も捨て切れていない。